# Fengolo
Fengolo – miasto w Wybrzeżu Kości Słoniowej, w dystrykcie Denguélé, w regionie Kabadougou, w departamencie Madinani.